# Sixty Six to Timbuktu
Sixty Six to Timbuktu è la prima raccolta da solista di Robert Plant.
In questa raccolta di due dischi si può ripercorrere la carriera di Robert Plant delle prime registrazioni realizzate nel 1966 sino a quella realizzata nel 2003 durante una performance al Festival nel Deserto di Mali.
Pubblicato nel 2003, nel primo disco sono presenti canzoni tratte dai precedenti album solisti, mentre nel secondo sono contenute varie rarità e demo, tra cui "Our song" versione inglese de "La musica è finita" di Umberto Bindi.

## Tracce

### Disco 1
1. "Tie Dye on the Highway" (Chris Blackwell, Robert Plant) – 5:09
2. "Upside Down" (David Barratt, Phil Johnstone) – 4:10
3. "Promised Land" (Johnstone, Plant) – 4:59
4. "Tall Cool One" (Johnstone, Plant) – 4:37
5. "Dirt in a Hole" (Justin Adams, John Baggot, Clive Dreamer, Charlie Jones, Robert Plant, Porl Thompson) – 4:44
6. "Calling to You" (Blackwell, Plant) – 5:49
7. "29 Palms" (Blackwell, Doug Boyle, Johnstone, Jones, Plant) – 4:51
8. "If I Were a Carpenter" (Tim Hardin) – 3:47
9. "Sea of Love" (Phillip Baptiste, George Khoury) – 3:04
10. "Darkness, Darkness" (Jesse Colin Young) – 5:03
11. "Big Log" (Robbie Blunt, Plant, Jezz Woodroffe) – 5:03
12. "Ship of Fools" (Johnstone, Plant) – 4:58
13. "I Believe" (Johnstone, Plant) – 4:54
14. "Little By Little" (Plant, Woodroffe) – 4:41
15. "Heaven Knows" (David Barratt, Phil Johnstone) – 4:04
16. "Song to the Siren" (Larry Beckett, Tim Buckley) – 4:06

### Disco 2
1. "You'd Better Run" (Eddie Brigati, Felix Cavaliere) – 2:29
2. "Our Song" (Umberto Bindi, Franco Califano, Nisa, Clarke) – 2:31
3. "Hey Joe (Demo Version)" (William Roberts) – 4:58
4. "For What It's Worth (Demo Version)" (Stephen Stills) – 3:30
5. "Operator" (Alexis Korner, Steve Miller, Plant)  – 4:36
6. "Road to the Sun" (Barriemore Barlow, Robbie Blunt, Phil Collins, Paul Martinez, Plant, Woodroffe) – 5:35
7. "Philadelphia Baby" (Charlie Rich) – 2:13
8. "Red Is for Danger" (Robin George) – 3:38
9. "Let's Have a Party" (Jessie Mae Robinson) – 3:40
10. "Hey Jayne" (Jones, Plant) – 5:23
11. "Louie, Louie" (Richard Berry) – 2:52
12. "Naked if I Want To" (Jerry Miller) – 0:46
13. "21 Years" (Plant, Rainer Ptacek) – 3:30
14. "If It's Really Got to Be This Way" (Arthur Alexander, Donnie Fritts, Gary Nicholson) – 3:59
15. "Rude World" (Ptacek) – 3:45
16. "Little Hands" (Skip Spence) – 4:19
17. "Life Begin Again" (Simon Emmerson, Iarla Ó Lionáird, Mass, James McNally, Martin Russell) – 6:19
18. "Let the Boogie Woogie Roll" (Ahmet Ertegün, Jerry Wexler) – 2:36
19. "Win My Train Fare Home" (Live in Timbuktu) (Adams, Baggott, Deamer, Jones, Plant, Thompson) – 6:15